# Cratere Garu
Garu è un cratere sulla superficie di Marte.